# ロブ・ネルソン (投手)
ロバート・C・ネルソン（Robert C. Nelson, 1953年 - ）は、アメリカ合衆国の元プロ野球選手（投手）。風船ガムであるビッグ・リーグ・チューの考案者でもある。

## 経歴
哲学を専攻していたコーネル大学で投手として活躍し、ニューヨーク州立大学で教育学修士を取得した後、南アフリカ共和国へ渡り、現地リーグで投手をしていた。その後、帰国し、1975年から1977年までマイナーリーグのA-級ポートランド・マーベリックスの投手となったが、このときの同僚のひとりが、元ニューヨーク・ヤンキースのスター選手ジム・バウトンだった。
バウトンと話すうちに、ネルソンは、当時の野球選手たちの間で一般化していた噛みタバコに代わるものとして風船ガムを作るというアイデアを膨らませ、それが、1980年のビッグ・リーグ・チューの商品化に至った。
ネルソンは、ビッグ・リーグ・チューを考案して得た収入で生計を立て、50代初めまで、南アフリカ共和国、オーストラリア、イングランドなど、世界各地で野球選手、指導者としての活動を続けた。
2008年に、ビッグ・リーグ・チューの販売をしていたリグレー社がマース社に買収された際、ネルソンはビッグ・リーグ・チューの権利を買い戻し、新たにニューヨーク州のフォード・ガムを通してビッグ・リーグ・チューを製造・販売するようになった。